# Ksar Boujlida
Ksar Boujlida est un ksar de Tunisie situé dans le gouvernorat de Tataouine.

## Localisation
Le ksar constitue un ensemble, baptisé Ksour Jelidet, avec son voisin immédiat, Ksar Ghorghar. Tous deux sont situés sur un éperon dominant une vallée, une position qualifiée par Marinella Arena et Paola Riffa de « particulièrement abritée ». De couleur rouge, en raison du substratum géologique de la région, il a une forme rectangulaire mesurant soixante mètres sur trente.
Le marabout Sidi Abdallah Boujlida se trouve à proximité.

## Histoire
Le site est ancien, Kamel Laroussi évoquant une fondation au XVIIIe siècle.
Le 15 mars 2022, un arrêté en fait un monument classé.

## Aménagement
Le ksar compte 84 ghorfas réparties majoritairement sur deux étages.
De nos jours, Ksar Boujlida est abandonné et dans un état de dégradation avancé, même si plus modéré comparé à Ksar Ghorghar.